# Ursula Plassnik
Ursula Plassnik (Klagenfurt am Wörthersee, 23 maggio 1956) è una politica e ambasciatrice austriaca, Ministro degli Esteri dal 2004 al 2008.

## Biografia

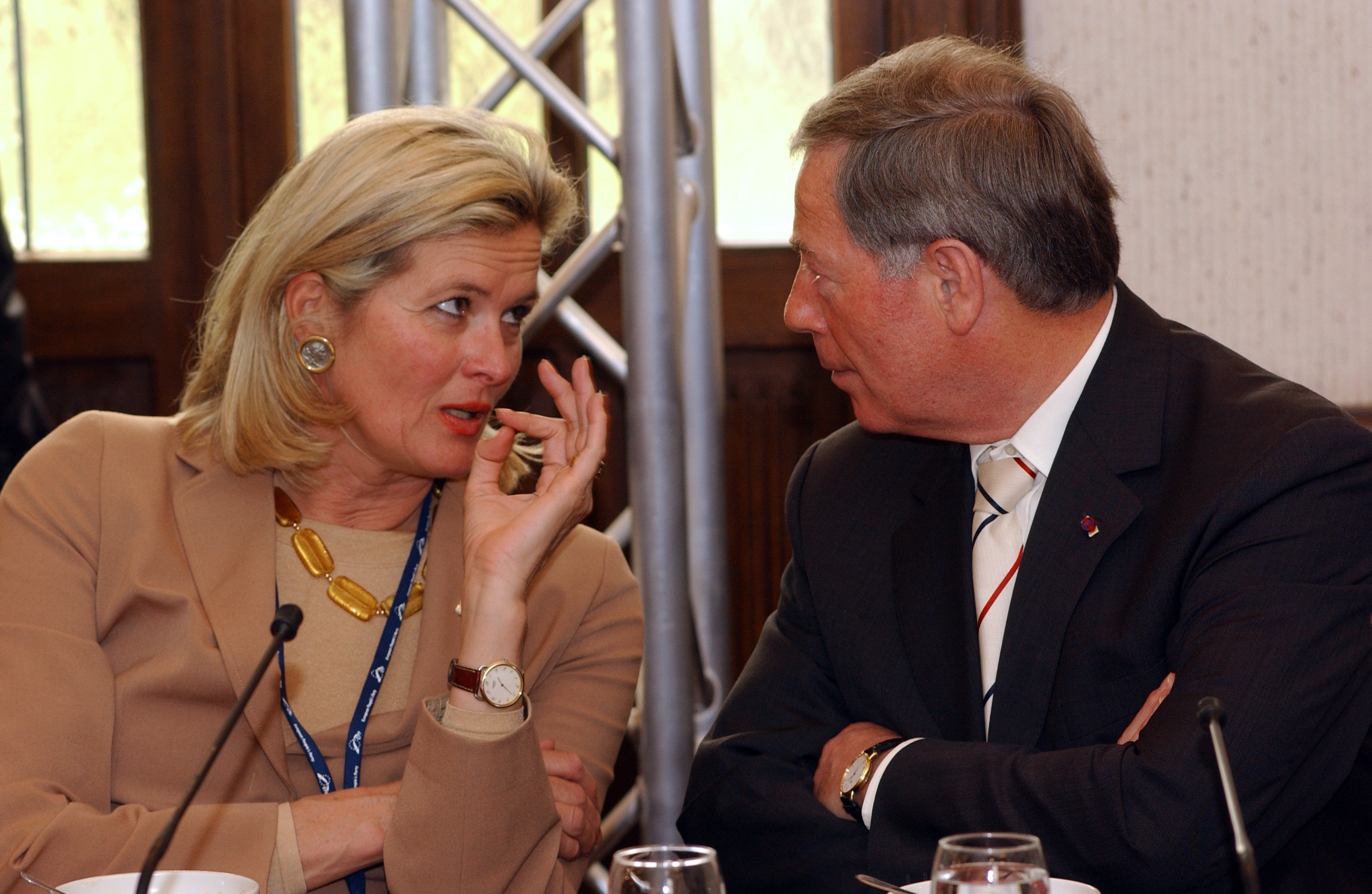
Ursula Plassnik nel 2005

Nativa della Carinzia, la Plassnik si laureò in legge all'Università di Vienna e successivamente conseguì un titolo postuniversitario al Collegio d'Europa.
Fedele collaboratrice di Wolfgang Schüssel, la Plassnik venne nominata suo capo di gabinetto quando l'uomo fu eletto cancelliere dell'Austria. Nel febbraio del 2004 lasciò per alcuni mesi il governo svolgendo le mansioni di ambasciatore in Svizzera, per poi ritornare nell'esecutivo a ottobre in veste di Ministro degli Esteri, succedendo a Benita Ferrero-Waldner. Dal 2016 è ambasciatrice d'Austria in Svizzera.
Fino ad allora considerata un'indipendente, la Plassnik aderì al Partito Popolare Austriaco subito dopo la nomina. Anche dopo l'insediamento del successore di Schüssel, Alfred Gusenbauer, la Plassnik continuò ad essere a capo del ministero, tuttavia quando Gusenbauer venne succeduto da Werner Faymann la donna rifiutò di prendere parte al nuovo governo accusandolo di essere troppo euroscettico e populista.

## Vita privata
Ursula Plassnik è stata sposata due volte: il suo primo marito era il politico socialdemocratico Georg Posch, mentre in seconde nozze ha sposato il diplomatico svizzero Gérard Stoudmann. È particolarmente nota per la sua altezza elevata, circa un metro e novantadue centimetri.